# Meimerhausen
Meimerhausen è una frazione (Ortsteil) del comune di Freden, nel land della Bassa Sassonia, in Germania.

## Storia
Già comune autonomo nel circondario di Alfeld, fu soppresso e unito a Freden il 1º marzo 1974.